# Ferdinand Mühlbacher
Ferdinand Mühlbacher (* 3. Dezember 1948 in Großgmain bei Salzburg) ist ein österreichischer Chirurg und ehemaliger Vorstand der Universitätsklinik für Chirurgie in Wien.

## Leben
Mühlbachers Vater war Forstmeister, seine Mutter Volksschullehrerin. Er besuchte die Volksschule Großgmain, anschließend von 1958 bis 1967 das Werkschulheim Felbertal, wo er das Tischlerhandwerk erlernte. Von 1968 bis 1974 Medizinstudium in Wien und dazu 4 Semester parallel Psychologie. Zeitgleich studierte Mühlbacher Cello am Konservatorium der Stadt Wien bei Prof. Matuschka.
Zu seinen Arbeitsgebieten zählten klinische Studien in den Bereichen Organkonservierung, Everolimus, Sirolimus und Zolendronat.
Er war Vorstand der Universitätsklinik für Chirurgie der Medizinischen Universität Wien. Ihm folgte in dieser Funktion 2014 Michael Gnant, dessen Nachfolger gegenwärtig (2020) Walter Klepetko ist.

## Auszeichnungen
- Ehrenmedaille der Polnischen Medizinischen Akademie
- Ehrenzeichen der Johanniter-Unfall-Hilfe
- Ehrenmitglied der Ungarischen Chirurgischen Gesellschaft
- seit 2005 Vizepräsident der Stiftung Eurotransplant
- Honorarprofessor der Universität Ljubljana
- 2007–2009: Präsident der European Society of Transplantation (ESOP)
- 2009: Silvesterorden (Ritter)[1]
- 2009: Großes Silbernes Ehrenzeichen für Verdienste um die Republik Österreich[2]